# Gwiaździsta noc
Gwiaździsta noc (hol. De sterrennacht) – obraz olejny Vincenta van Gogha (nr kat.: F 612, JH 1731) namalowany w czerwcu 1889 roku podczas pobytu artysty w miejscowości Saint-Rémy na dobrowolnej terapii psychiatrycznej.
Obraz Gwiaździsta noc, jako jedno z nielicznych dzieł Van Gogha, nie został namalowany z natury, ale całkowicie z pamięci i dzięki wyobraźni autora. Jest jednym z najsłynniejszych jego dzieł. Stał się przedmiotem utworów poetyckich, prozy oraz piosenki „Vincent (Starry, Starry Night)” Dona McLeana.
Od 1941 roku obraz jest częścią stałej kolekcji Museum of Modern Art w Nowym Jorku.

## Okoliczności powstania

### Idea gwiaździstej nocy w Arles
Myśl namalowania gwiaździstej nocy zajmowała van Gogha wiosną i latem 1888 roku. Zamiar ten artysta wyraził w dwóch listach z kwietnia. W liście do brata wyraził chęć namalowania gwiaździstej nocy z cyprysami, zaś w liście do przyjaciela, Émile'a Bernarda sprecyzował, iż musi to być obraz wykraczający poza rzeczywistość, mający konsolacyjny charakter:

Czasem żałuję, że nie mogę zdecydować się pracować więcej w domu i [malować] z wyobraźni. Z pewnością – wyobraźnia to umiejętność, którą trzeba rozwijać, która jako jedyna może nas doprowadzić do stworzenia bardziej wzniosłej i pocieszającej natury, niż to jedno krótkie spojrzenie na rzeczywistość (którą postrzegamy, jak w naszych oczach się zmienia, przechodząc jak błyskawica) pozwala nam dostrzec. Gwiaździste niebo, na przykład – coś, co chciałbym spróbować namalować.

Pomysł namalowania motywu gwiaździstej nocy podtrzymał w kolejnym liście do Bernarda napisanym w czerwcu. Wyraził ją również w liście do siostry Willeminy napisanym we wrześniu.

Chcę teraz koniecznie namalować rozgwieżdżone niebo. Często wydaje mi się, że noc jest jeszcze bogatsza w kolory niż dzień, ubarwiona najintensywniejszymi fioletami, błękitami i zieleniami. Jeśli przyjrzysz się uważnie, to zobaczysz, że niektóre gwiazdy są cytrynowe, inne mają odcień różowy, zielony i błękitny jak niezapominajki. Bez zgłębienia tematu jest oczywiste, że aby namalować rozgwieżdżone niebo, nie wystarczy umieścić białe kropki na błękitnej czerni.

Wkrótce potem namalował dwa obrazy z motywem rozgwieżdżonego nieba. Były to: Taras kawiarni w nocy i Gwiaździsta noc nad Rodanem. Nie spełniły one jednak jego wizji, ponieważ były to widoki miast, a nie pejzaże; samo miasto zaś zostało przedstawione na nich w sposób opisowy i realistyczny. Zamierzeniem artysty był natomiast pejzaż z gwiaździstą nocą, będący wytworem wyobraźni. Dał on temu wyraz w liście do brata, napisanym pod koniec września 1888 roku.

Co do rozgwieżdżonego nieba, to nadal mam wielką nadzieję malować je, być może podczas jednego z tych wieczorów, kiedy będę na tym samym zaoranym polu, jeśli niebo to będzie bardzo błyszczące.

### Gwiaździsta noc w Saint-Rémy
8 maja 1889 roku Vincent van Gogh przybył do szpitala Saint-Paul-de-Mausole, położonego w pobliżu Saint-Rémy. Zaczął malować niemal natychmiast po przybyciu. Przez pierwsze dni był poirytowany wychodzeniem na zewnątrz, nawet do ogrodu, ale z okna mógł podziwiać różne widoki, w zależności od kąta patrzenia, malując zarówno rano jak i wieczorem, podczas pogody i niepogody.
Saint-Rémy było położone w typowym dla Prowansji, śródziemnomorskim krajobrazie, na który składały się drzewa cyprysowe, gaje oliwne oraz skąpa roślinność na wzgórzach. Tym, co przyciągnęło uwagę van Gogha, była nie tyle pocztówkowa malowniczość krajobrazu, co groteskowe kształty roślin i skał; artysta nie musiał przekształcać ich w malarskie impresje, ale brał je takimi, jakimi były; miały one te cechy, których poszukiwał on w swojej sztuce – były zniekształcone i wypaczone. Wystarczyło tylko na nie popatrzeć. Van Gogh w czasie swych wędrówek odnajdował gotowe motywy. Były wśród nich wzgórza Alpilles, u podnóża których rosły niezliczone drzewa oliwne i jeden przypadkowy, samotny cyprys, stanowiący śmiały, pionowy akcent wieńczący wzgórza i równoważący ich wzniesienia i spadki. Artysta nanosił wszystkie swoje odkrycia na płótno. Napotkany motyw stał się tematem jego dwóch obrazów, malowanych równocześnie: Gwiaździstej nocy i Drzew oliwnych z Alpilles w tle.
W liście do brata artysta tak opisał inspirację do namalowania obrazu:

Tego ranka zobaczyłem z mojego okna wioskę, na długo przed wschodem słońca, tylko z poranną gwiazdą, która wyglądała na bardzo dużą.

A w kolejnym liście do brata, napisanym około 18 czerwca 1889 roku stwierdził, że obraz jest już namalowany:

Mam wreszcie pejzaż z oliwkami i również nowe studium gwiaździstej nocy.

Później, kiedy oba obrazy obeschły, van Gogh wysłał je do Paryża, do Theo:

Drzewa oliwne z białym obłokiem i górami w tle, jak również wschód księżyca i efekt nocy – to są przejaskrawienia z punktu widzenia układu, linie są wykrzywione, jak te ze starych drzeworytów.

Van Gogh po namalowaniu wysłał Gwiaździstą noc (razem z Martwą naturą z irysami) na wystawę Salonu Niezależnych w 1889 roku, gdzie został on przyjęty z pewnym osłupieniem.

## Opis
Obraz przedstawia widok na wioskę z fikcyjnego punktu widzenia. Van Gogh ujął widok w ramy niedawno odkrytych motywów: z lewej strony cyprys wznoszący się ku niebu, z prawej – grupa drzew oliwnych skupiona w obłok, w tle, na horyzoncie falujące wzgórza  Alpilles.
Odczucia artysty były tak intensywne, że zrezygnował z bezpośredniego opisu natury i przekroczył granice tego, co widzialne, tworząc fantastyczne wizje i nadając dzięki nim swemu dziełu szczególną atmosferę dramatycznej, kosmicznej gry rozgrywającej się na ciemnoniebieskim niebie, gdzie dwie olbrzymie, spiralne mgławice splatają się nawzajem, jedenaście nienaturalnie powiększonych gwiazd otoczonych świetlistą aureolą przedziera się przez mrok nocy, a nierzeczywisty, pomarańczowy księżyc wydaje się stanowić jedność ze słońcem.
Na horyzoncie rozciąga się jasna, świetlista wstęga – być może Droga Mleczna – rzucająca blask na znajdujące się poniżej góry, przedstawione w ciemnych konturach, jakby dla podkreślenia, iż należą one do sfery ziemskiej. Artysta nie daje się bowiem porwać całkowicie uczuciom, ale kontroluje je przy pomocy artystycznych środków wyrazu i potęguje efekt poprzez zastosowanie silnego kontrastu – pod burzliwym niebem rozłożyło się uśpione miasto, oddane krótkimi, prostymi pociągnięciami pędzla w odróżnieniu od zaokrąglonych linii w górnej części obrazu. Przedstawiając krajobraz van Gogh pomieszał widok Saint-Rémy ze wspomnieniami holenderskich wiosek z czasów swojej młodości – wysoka, spiczasta wieża kościelna jest częstym widokiem na północy, a rzadkością na południu. Umieszczając ją na obrazie, artysta dał wyraz swojej nostalgii za ojczyzną. Wieża została przedstawiona w podobny sposób jak cyprysy, wyglądające jak ciemne płomienie sięgające nieba, stanowiące na obrazie ogniwo łączące niebo z ziemią, a życie ze śmiercią. Ciemny cyprys, widoczny z lewej strony posłużył dla dodania głębi obrazowi; powtarza się on jako element w wielu innych obrazach artysty, być może pochodzi z japońskich drzeworytów.
Kontrast przedstawiony na obrazie można interpretować jako starcie dwóch nawzajem zwalczających się sił: ludzkich dążeń i wysiłków z pozaziemskimi, kosmicznymi mocami; właściwa akcja dzieje się bowiem na niebie, nie na ziemi. W (być może apokaliptycznej) wizji „Gwiaździstej nocy” artysta podjął próbę pozbycia się targających nim uczuć. Niebo z „Gwiaździstej nocy” w pełni odpowiada pojęciu „surrealistyczne” nasuwając niektórym skojarzenia z biblijną apokalipsą lub z wyobrażeniem nieskończoności.
Z listów van Gogha wynika, iż Gwiaździsta noc miała być nocną wizją, stanowiącą dopełnienie obrazu Drzewa oliwne z Alpilles w tle, będącego dziennym, intensywnym widokiem pejzażu południowej Francji. Artysta czuł, iż oba obrazy ukazywały, w sposób komplementarny, zasady, które podzielał ze swym kolegą-malarzem Paulem Gauguinem, a które dotyczyły wolności artysty, jeśli chodzi o wykraczanie poza „fotograficzną i bezmyślną doskonałość niektórych malarzy” i intensyfikację doświadczenia koloru i linearnych rytmów.

## Analiza i symbolika
Obraz doczekał się licznych analiz. Niektórzy utrzymują, iż oddaje on całkowicie realny układ gwiazd z czerwca 1889 roku, co jest możliwe. Jednak spiralne, wijące się linie nie mają nic wspólnego ani z zorzą polarną, ani z Drogą Mleczną czy jakąś mgławicą spiralną. Inni dopatrują się w nim odniesień religijnych, powołując się na korespondencję artysty z Bernardem i Gauguinem.

### Półksiężyc jako symbol ukojenia

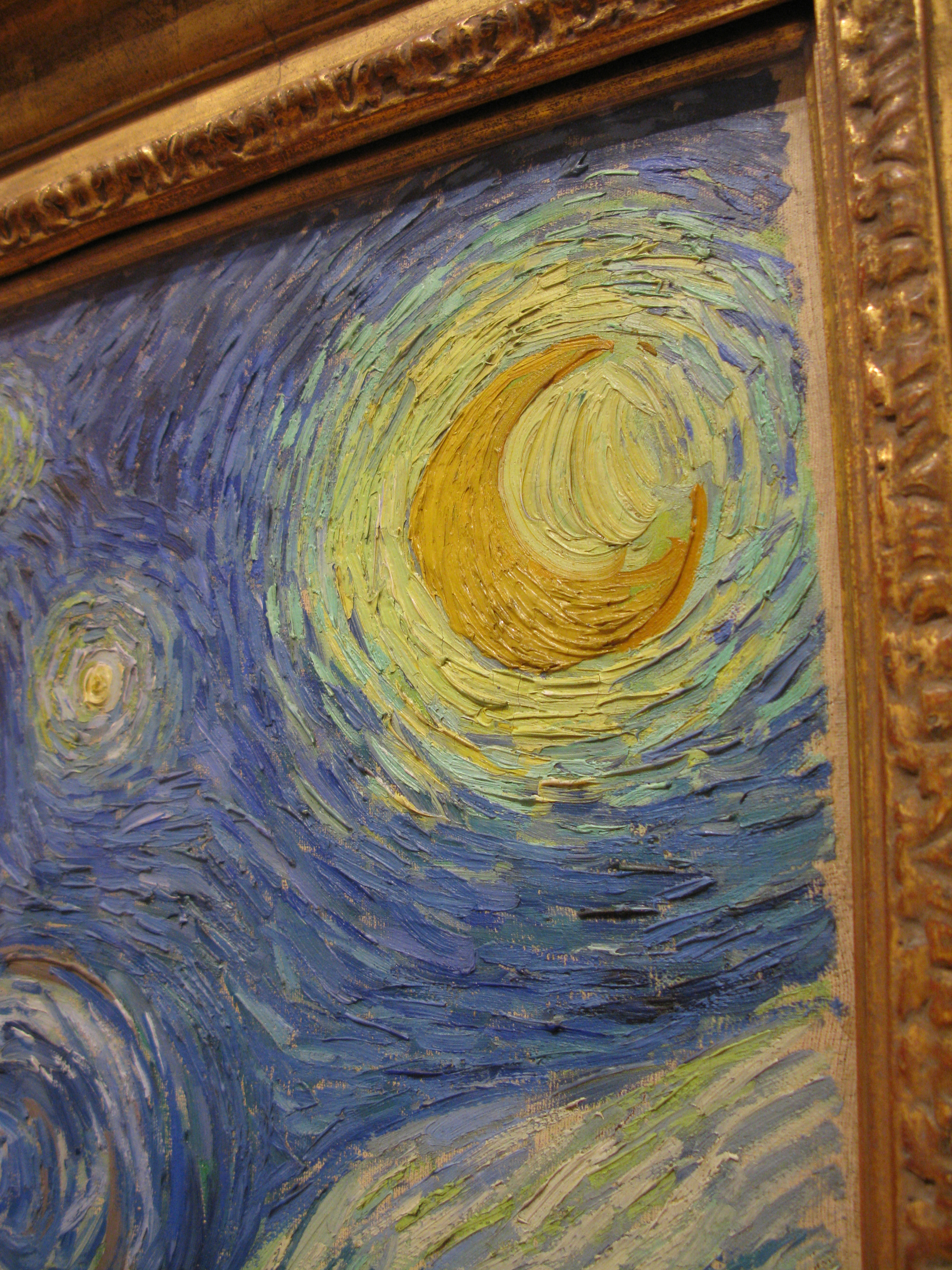
Półksiężyc w Gwiaździstej nocy

Choć pewne elementy Gwiaździstej nocy pochodzą ze szkiców rzeczywistego krajobrazu (wzgórza, cyprysy), połączonych z elementami nierzeczywistymi (kościół, półksiężyc) i przeniesionych na płótno w pracowni, to pomysł pejzażu z wioską, kościołem z dołączonym z sierpem księżyca ma jeszcze jedno źródło – obrazy Jules’a Bretona, którego van Gogh przez długi czas podziwiał. 31 maja 1875 opisując jego obraz Uroczystość ku czci św. Jana (Fête de la Saint-Jean) w liście do brata stwierdził: „Ma on piękny obraz w Salonie, Wigilia św. Jana. Wiejskie dziewczęta tańczące w letni wieczór wokół ogniska św. Jana, w tle wioska. Kościół i księżyc ponad nim”. To specyficzne zestawienie wioski, kościoła i księżyca wskazuje, iż elementy te wywarły szczególne wrażenie na artyście. Pojawiły się one na kolejnym obrazie Bretona wystawionym w Salonie w 1887. Kiedy van Gogh malował Gwiaździstą noc, księżyc nie miał w rzeczywistości kształtu sierpa, jak na jego obrazie; 20 czerwca 1889 wchodził on w ostatnią kwadrę, więc w chwili malowania obrazu (przed 18 czerwca) miał kształt pomiędzy pełnią a półkolem. Półksiężyc nie pochodził więc z bezpośredniej obserwacji artysty, a wziął się przypuszczalnie z nieświadomego nawiązania do kompozycji Bretona. Laurel Soth sugeruje, iż półksiężyc nadaje Gwiaździstej nocy charakter konsolacyjny wymieniając inne prace artysty, zawierające sierp księżyca jako element nacechowany emocjonalnie; półksiężyc pojawia się na szkicu do obrazu Ogród poetów IV, gdzie towarzyszy on spacerującej parze oraz na obrazie Pejzaż z przechadzającą się parą i półksiężycem, gdzie ma podobny charakter. Jeśli przyjąć, że jedną z postaci ukazanych na tym drugim obrazie jest sam artysta, to wówczas półksiężyc również miałby pewne prywatne, emocjonalne znaczenie. Choć opis właściwej natury tego znaczenia jest prawdopodobnie niemożliwy, to przybliżyć go można cofając się do czasów, kiedy van Gogh dwukrotnie użył półksiężyca jako symbolu, choć wtedy nie był jeszcze malarzem. Po raz pierwszy uczynił to 15 listopada 1878 w Laeken, kiedy podczas kursu misyjnego wykonał odręczny szkic Café 'Au Carbonnage', przedstawiający budynek kawiarni z półksiężycem u góry, choć księżyc wówczas, podobnie jak w przypadku Gwiaździstej nocy, nie miał takiego kształtu. I po raz drugi, gdy wkrótce potem został wysłany do górników w zagłębiu Borinage, aby głosić wśród nich Słowo Boże. Zabrał wówczas ze sobą książkę z psalmami i hymnami kościelnymi. W książce tej, na stronie 634 naszkicował półksiężyc, tuż przy wersie, który podkreślił:

Pan światłem i zbawieniem moim:
kogóż mam się lękać?
Pan obroną mego życia:
przed kim mam się trwożyć?

Jest to wers wiary i ukojenia. Tak więc półksiężyc stał się zapewne dla artysty symbolem wiary i ukojenia, lub dokładniej, symbolem jego świeżo wzbierających emocji, ogarniających wiarę i ukojenie; w taki też sposób należy rozumieć obecność półksiężyca na Gwiaździstej nocy jako symbolu ukojenia na obrazie przeznaczonym do ukojenia.

### Analiza religijna
We wrześniu 1888 roku artysta wyznał:

mam straszną potrzebę – wypowiem to słowo – religii; toteż wychodzę nocą, żeby malować gwiazdy (...)

Egzaltowany, kojący obraz Gwiaździstej nocy jest wynikiem tamtego procesu sublimacji. Niektórzy badacze, uznając religijny charakter obrazu usiłowali powiązać go z Biblią. Zdaniem Meyera Schapiro w obrazie jest podświadome nawiązanie do ustępu z Apokalipsy św. Jana o „Niewieście obleczonej w słońce i księżycu pod jej stopami, z wieńcem z dwunastu gwiazd na głowie”. Sven Löfgren z kolei nawiązuje do snu Józefa z Księgi Rodzaju: „śniło mi się jeszcze, że słońce, księżyc i jedenaście gwiazd oddają mi pokłon” Problem z tego typu interpretacją polega na tym, że na Gwiaździstej nocy nie ma słońca. Schapiro i Löfgren twierdzą więc, że zostało ono zespolone z księżycem. Jednak ani listy van Gogha ani te jego obrazy, na których widnieje słońce, nie potwierdzają takiego stanowiska. Jednak mimo to zdaniem Laurena Sotha można Gwiaździstą noc powiązać z motywem religijnym. Latem 1888, gdy artysta po raz pierwszy zamierzał namalować motyw gwiaździstej nocy, zmagał się z innym obrazem, o tematyce religijnej – biblijnym epizodem Agonii Chrystusa w Ogrójcu (na podstawie Ewangelii św. Łukasza. Dwukrotnie (w lipcu i we wrześniu) podchodził do tego tematu, za każdym razem niszcząc płótno. Za drugim razem napisał:

Po raz drugi zdrapałem studium Chrystusa z aniołem w Ogrodzie Oliwnym. Dlatego, że tu widzę prawdziwe drzewa oliwne. Ale nie mogę, czy raczej nie chcę malować bez modeli: ale mam to w głowie, z kolorami – gwiaździstą noc, błękitną postać Chrystusa, najmocniejsze błękity i anioła w przełamanej cytrynowej żółcieni. I wszystkie fiolety, począwszy od intensywnej czerwieni do barwy popielatej w krajobrazie.

Tak więc obraz Gwiaździstej nocy w Saint-Rémy stał się ucieleśnieniem tych myśli: błękit symbolizujący Chrystusa i cytrynowa żółcień symbolizująca anioła stały się niebem, gwiazdami i księżycem. Niezdolny do namalowania tematu Agonii w Ogrójcu van Gogh przeniósł jego emocjonalną treść na naturę tworząc wysublimowany obraz swych najgłębszych, religijnych uczuć.
Odmienne stanowisko w tej kwestii reprezentuje Ingo Walther. Nie negując alegorii biblijnej uważa on, że van Gogh w Gwiaździstej nocy usiłował raczej podsumować wszystkie wątki zestawiając elementy naturalne, naukowe, filozoficzne i osobiste. Gwiaździsta noc stanowi próbę wyrażenia stanu wstrząsu a cyprysy, drzewa oliwkowe i góry zadziałały tu jako katalizator. Artysta zaś, być może intensywniej niż kiedykolwiek przedtem, interesował się w takim samym stopniu materialnym realizmem swoich motywów, co ich aspektem symbolicznym.

### Analiza naukowa

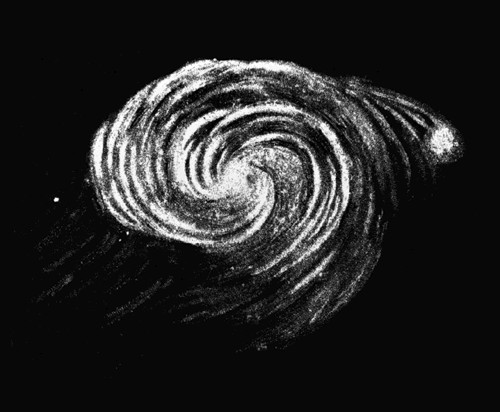
Szkic galaktyki spiralnej Wir wykonany przez Lorda Rosse'a w roku 1845, 44 lata przed obrazem van Gogha

Charles A. Whitney, astrofizyk z Harvard-Smithsonian Center for Astrophysics i Albert Boime, historyk sztuki z UCLA utrzymują, iż obrazy nocnego nieba namalowane przez van Gogha, przestawiane często jako dzieło wyobraźni artysty, ukazują w rzeczywistości dokładny stan nieba. Na potwierdzenie swej teorii Whitney dokonał komputerowej rekonstrukcji stanu wieczornego nieba nad południową Francją w okolicy , gdzie mieszkał van Gogh. Uważa on, iż van Gogh, który w listach do brata wyrażał zainteresowanie astronomią, używał asteryzmów z powodu ich symbolicznego znaczenia. Gwiaździstą noc można zinterpretować jako brzask przed wschodem słońca. Artysta dołączył tu Wenus – gwiazdę poranną i sierp księżyca, który był widoczny tylko na północnej stronie nieba przed wschodem słońca. Jednak świetlna wstęga przedstawiająca Drogę Mleczną była widoczna tylko wieczorem na wschodzie, po zachodzie słońca. Według Whitneya van Gogh połączył oba te widoki w jeden, ponieważ chciał mieć obraz przedstawiający odrodzenie brzasku. Naukowiec stwierdził, iż po przestudiowaniu kolorowego slajdu z Gwiaździstą nocą zauważył „uderzające podobieństwo” pomiędzy znajomymi wirującymi konstelacjami gwiazd na obrazie a naukowymi rysunkami galaktyk spiralnych publikowanych i szeroko dyskutowanych we Francji pod koniec lat 80. XIX wieku. W 1889, roku namalowania Gwiaździstej nocy, urodził się astronom Edwin Hubble, który później zauważył podobieństwo pomiędzy wirującą gwiazdą z obrazu van Gogha, a rysunkiem pewnej galaktyki spiralnej sporządzonym przez astronoma Lorda Rosse'a. Whitney dodał, że odkrył na innych obrazach van Gogha szereg stylizowanych, ale zasadniczo podobnych przedstawień Drogi Mlecznej, Gwiazdozbioru Wodnika, półksiężyców i innych odwzorowań gwiazd.
O podobnych odkryciach poinformował również Albert Boime. Oparł on swoje odkrycia na komputerowej projekcji nieba nad Saint-Rémy między godz. 3 a 4 rano w dniu 19 czerwca 1889 roku, dokonanej w planetarium UCLA. Wtedy właśnie van Gogh namalował swój obraz. Boime udał się również do szpitala Saint-Paul-de-Mausole, w którym artysta wówczas przebywał, aby zobaczyć widok z okna jego celi. Doszedł do wniosku, iż van Gogh malował zasadniczo z natury, będąc pod wpływem rodzącego się w latach 80. XIX wieku powszechnego zainteresowania astronomią. „Wirujące, lśniące niebo w spektakularnym obrazie Gwiaździsta noc odzwierciedla głębokie przemyślenia poważnego astronoma amatora, a nie halucynacje szalonego geniusza” – powiedział na spotkaniu Amerykańskiego Towarzystwa Astronomicznego. Stwierdził też, że van Gogh miał obsesję na punkcie „zjawisk na niebie”, kiedy, będąc zamknięty w celi na piętrze szpitala psychiatrycznego w klasztorze Saint-Paul-de-Mausole tworzył swoje prawdopodobnie najbardziej znane dzieło. Boime przedstawił reprodukcję strony ukazującej różne komety, opublikowaną w 1881 w Harper's Weekly, czasopisma regularnie czytanego przez van Gogha w tamtym okresie. Komety te wykazują uderzające podobieństwo do wirów na Gwiaździstej nocy.
Van Gogh cierpiał na zaburzenia mózgowe, ale kiedy malował, był, zdaniem Boime, w kontakcie z rzeczywistością. Badania obu naukowców stanowią wyzwanie dla tradycyjnego postrzegania Vincenta van Gogha jako artysty emocjonalnie pobudzonego, niemającego kontaktu z rzeczywistością i malującego głównie z pamięci.

### Analiza literacka
Badacze twórczości Walta Whitmana i Vincenta van Gogha odnotowali podziw holenderskiego malarza dla amerykańskiego poety. Podziw ten van Gogh wyraził w liście do siostry napisanym jesienią 1888:

Czytałaś już te amerykańskie poematy Whitmana? Theo powinien je mieć, więc zachęcam cię do ich przeczytania, po pierwsze dlatego, że są naprawdę piękne, a poza tym Anglicy teraz dużo o nich mówią. On [Whitman] widzi w przyszłości a nawet w teraźniejszości świat zdrowia i cielesnej, nieskrępowanej, szczerej miłości – przyjaźni – pracy, z wielkim gwiaździstym firmamentem, czymś, co w skrócie można nazwać tylko Bogiem i wiecznością, umieszczonym ponad tym światem. Na początku przyprawi cię to o śmiech, takie to prostoduszne, a potem sprawi, że się zamyślisz, z tego samego powodu. Modlitwa Krzysztofa Kolumba jest bardzo piękna.

Obaj twórcy podziwiali tych samych pisarzy (Emerson, Dickens i Carlyle) inspirując się ich utworami. Obaj nie byli szczególnie religijni, ale znali Biblię, która odcisnęła piętno na ich twórczości. Znali też sztukę Orientu. Obaj widzieli siebie jako pośredników pomiędzy wychodzącą z mody sztuką przeszłości a nadchodzącą sztuką przyszłości. Jest jednak większe podobieństwo między tymi dwoma artystami – obaj namiętnie uwielbiali naturę widząc w otaczającym ich świecie przejaw boskości. Umysł i wyobraźnia Whitmana często były określane jako mityczne lub kosmiczne; w ten sam sposób można określić wizje natury u van Gogha i miejsce człowieka w nich. Najbardziej jest to widoczne w poetyckich i malarskich wizjach nocnego nieba, w tym w Gwiaździstej nocy, przedstawiającej śpiącą osadę, przytłoczoną kosmicznym spektaklem wirujących chmur, gwiazd otoczonych aureolą i świecącym ciałem niebieskim, otoczonym przez półksiężyc. Dominujące na obrazie fiolety i błękity spowijają niebo i ziemię. Pomost pomiędzy nimi stanowi ciemne, podobne do płomienia drzewo. Wirujące gwiazdy na niebie otoczone są żółto-pomarańczowym nimbem, powstałym z drobnych, świetlnych cętek. Gwiazdy tworzą tu spójną całość nie przedstawiając zarazem żadnego konkretnego gwiazdozbioru.
Van Gogh już wcześniej kojarzył gwiazdy z boską, wieczną miłością, jak w liście do brata z lipca 1877:

Księżyc nadal świeci, i słońce i Gwiazda Wieczorna, która jest szczęśliwa. One często mówią o miłości Boga przywodząc na myśl to słowo: Oto Ja jestem z wami po wszystkie dni, aż do skończenia świata

Tytuł obrazu, Gwiaździsta noc, sugeruje, iż jest to cytat z jednej z pierwszych części zbioru Źdźbła trawy (ang. Leaves of Grass) – Od południa do gwiaździstej nocy (From Noon to the Starry Night), która pojawiła się w popularnym francuskim przekładzie Francisa Vielé-Griffina, opublikowanym we Francji w 1888 roku, na rok przed namalowaniem Gwiaździstej nocy. Ikonografia „Gwiaździstej nocy” sugeruje, że van Gogh uważnie i wnikliwie czytał amerykańskiego poetę.
W Gwiaździstej nocy van Gogh stworzył obraz Bożej miłości i chwały i ogromu kosmosu. Doczesna i ziemska egzystencja człowieka kontrastuje tu z niezmiennym i wiecznym charakterem czasu kosmicznego. Artysta znalazł nadzieję i otuchę w gwiazdach, których niezmienne ruchy wraz z fazami księżyca wskazywały na nieśmiertelność. W listach i obrazach van Gogha jest cały szereg literackich paralel do gwiazd. Jednak najbliższe paralele można znaleźć w poezji Whitmana. Jak wykazał Stephen Tanner, uwagę Whitmana przykuwało nocne niebo. Postrzegał on rozgwieżdżone niebo jako symbol wiecznego królestwa, ustawicznie zderzającego się z ciągle zmieniającym się, codziennym światem. Gwiazdy pokrzepiały, pocieszały i inspirowały Whitmana. Ważniejsze były jednak ich duchowe implikacje – poeta widział w nich chwałę Boga, a kontemplując je wyczuwał odpowiedź na głębokie pytania dotyczące życia i śmierci. Podobnie jak van Gogh, Whitman wiązał gwiazdy ze śmiercią i nieśmiertelnością, jak w poemacie Gdy bzy ostatnie kwitły na dziedzińcu (When Lilacs Last in the Dooryard Bloom'd). Połączenie gwiazd i wody z kojącą śmiercią znalazło swój odpowiednik w falującym niebie i pejzażu na obrazie van Gogha. Zarówno poemat jak i obraz rejestrują skrajne doświadczenia nieśmiertelności i nieskończoności oddane w sposób słyszalny i widzialny poprzez określony detal.
Kolejnym poematem, którego wpływ widać w Gwiaździstej nocy, jest Pieśń o sobie samym (Song of Myself). Lewis M. Layman, w eseju Echoes of Walt Whitman’s 'Bare-Bosom’D Night' in Vincent van Gogh’s 'Starry Night' wskazuje na wyraźny wpływ tego poematu na obraz zestawiając poszczególne fragmenty tego pierwszego z wizualnymi elementami tego drugiego. Nocy spływającej na ziemię poeta przypisał cechy żeńskie, a ziemi – męskie. Cechy te znalazły swą analogię w błękitnym niebie unoszącym się ponad miastem i wzgórzami na obrazie, na którym takie elementy jak cyprys i wieża kościelna mogą oznaczać pierwiastek męski, a księżyc, gwiazdy i niebo – żeński. Istnienie tych dwóch pierwiastków jest widoczne w umieszczeniu wieży kościelnej i cyprysu na tle nieba, ale bez naruszenia sfery gwiazd. Layman przytacza również interpretację Marca Edo Tralbauta, który porównał kształt półksiężyca do chińskiego Yin i yang, symbolizującego dwie uniwersalne siły natury.
Zarówno w poemacie Whitmana jak i obrazie van Gogha uwidacznia się spontaniczność ich twórców, oba dzieła mają charakter afirmacji. Dodatkowo, fragment poematu o „dziecku-półksiężycu, które nosi swoją własną matkę-pełnię w brzuchu” pomaga w zrozumieniu kształtu księżyca na obrazie, otaczającego ciało niebieskie tak jasne, że może być zinterpretowane jako słońce.
I Whitman i van Gogh używają symboliki gwiazd do przedstawienia swoich najbardziej wizjonerskich i duchowych doświadczeń. Życie i śmierć człowieka są u nich nierozerwalnie związane z rytmami kosmosu, dostarczając otuchy i wsparcia nawet w obliczu odległego i spektakularnego piękna wszechświata.

## Struktura a kontur
W późniejszych dziełach van Gogha wyraźnie widoczna jest struktura – wewnętrzna relacja pomiędzy częściami składowymi obrazu a całością. Zasadę, w myśl której najmniejsze elementy obrazu dopiero po połączeniu ze sobą tworzą mającą znaczenie całość, odnaleźć można przypuszczalnie w pointylizmie. Jednak w Gwiaździstej nocy widać rezygnację z takich elementów obrazu: wiry łukowatych kresek tworzą tu gwiazdy na niebie, fantazyjne pociągnięcia pędzlem – cyprysy, a cieniowane, wykrzywione i barwne płaszczyzny – szczyty gór, podczas gdy formy geometryczne oddają architekturę przedstawionej miejscowości. Wrażenie jakie wywiera całość to gwiaździste niebo, które van Gogh oddał przy pomocy na pozór szalonych, ale z pewnością dobrze zaplanowanych, prostych lub ukośnych, szybko ciągniętych kresek. Konturów artysta używał przede wszystkim w pracach graficznych dla wyraźnego wyodrębnienia motywu. Jednak odgrywały one ważną rolę od początku i występowały one nie tylko w jego rysunkach. O ile impresjoniści rezygnowali z konturu pozwalając oku widza samodzielnie łączyć niezliczone, barwne plamki w jednoznaczną całość, to van Gogh pozostał przy konturze w swych dziełach namalowanych pod wpływem impresjonizmu podczas pobytu w Paryżu. Obwodził on poszczególne części obrazu, żeby nadać płaszczyznom utworzonym z barwnych punktów konkretną formę, co jest szczególnie widoczne w tych jego pracach, w których płaszczyzny te zbudowane są z niezmieszanych kolorów. Dzięki wyodrębnieniu ich przy pomocy konturu koloryt tych płaszczyzn zmieniał się w formę i ruch. Choć wynalezienie takiego sposobu malowania, zwanego cloisonizmem kojarzone jest z przyjaciółmi artysty, Émile’em Bernardem i Paulem Gauguinem, to van Gogh również posługiwał się tym stylem w niemal wszystkich stadiach swojej kariery.

## Zapowiedź ekspresjonizmu
Gwiaździsta noc jest najsłynniejszym obrazem, jaki van Gogh namalował podczas pobytu w szpitalu psychiatrycznym w Saint-Rémy. Płótno to, będące bardziej wytworem wyobraźni niż studium natury, jest dziełem na wskroś ekspresjonistycznym, być może zapowiadającym obrazy Edvarda Muncha, młodszego o 10 lat od van Gogha.

## Rysunek „Gwiaździsta noc”
Obok obrazu istnieje również rysunek van Gogha pod tym samym tytułem. Czasem uważa się, że była to wstępna wersja obrazu, tymczasem van Gogh sporządził rysunek po namalowaniu obrazu, między 25 czerwca a 5 lipca 1889 roku. Rysunek różni się od obrazu kilkoma szczegółami: na niebie jest 10 gwiazd, a z kominów domów unosi się dym. Rysunek został wykonany piórem i atramentem na papierze. Obecnie znajduje się w zbiorach Muzeum Architektury w Moskwie (przedtem w Kunsthalle Bremen).

## Odbiór obrazu
Gwiaździsta noc, nigdy nie wystawiona publicznie przed rokiem 1905 i niezauważona przez nielicznych przyjaciół, którzy widzieli ją w galerii Theo van Gogha, doczekała się za życia Vincenta van Gogha recenzji tylko ze strony jego brata. W liście do Vincenta napisanym w czerwcu 1889 roku Theo opisał Gwiaździstą noc jako „niepokojące” odejście od „prostych badań tego, co można zobaczyć” i jako „mistyczną spekulację” o wątpliwej wartości terapeutycznej dla człowieka w sanatorium. Chociaż później krytycy byli bardziej przychylni niż Theo, który radził bratu „trzymać się martwych natur i kwiatów”, to jest dyskusyjne, czy ostatnie badania. Gwiaździstej nocy jako „sztuki psychopatycznej”, wizji apokaliptycznej zagłady lub nowoczesnej wersji Agonii w Ogrójcu stanowią postęp w stosunku krytycznej oceny obrazu dokonanej przez Theo, który określił go jako „penetrację tajemniczych regionów, która nie może być dokonana bezkarnie.”